# Festival du film d'archéologie d'Amiens
Le Festival du film d'archéologie d'Amiens est un festival de films documentaires sur le patrimoine archéologique de France et du monde. Le Festival du Film d’Archéologie d’Amiens a lieu tous les deux ans. Il est organisé par l’association du CIRAS à Amiens, depuis 1990.

## Objectifs du festival
Le festival permet de faire découvrir au public le plus large, le déroulement et les étapes de la recherche archéologique de la fouille à la reconstitution en passant par les travaux de laboratoire.
Il permet la diffusion d’une soixantaine de documentaires (entre 50 et 70) de tous horizons géographiques montrant des découvertes archéologiques et des techniques scientifiques pluridisciplinaires les plus récentes.

## Déroulement
Une cinquantaine de documentaires sont diffusés lors du festival. Ils sont consacrés soit sur une période chronologique donnée, soit à un thème particulier.
Le public a l'occasion de rencontrer des chercheurs et des archéologues qui exposent les problématiques scientifiques auxquelles ils sont confrontées. La rencontre avec les réalisateurs et les producteurs permet au public de comprendre les divers aspects de la vulgarisation de l'archéologie.

## Récompenses
- Prix du court métrage (1 000 euros) attribué par un jury composé de collégiens,
- Prix Jules Verne-Amiens Métropole (1 500 euros) attribué au film faisant ressortir le mieux l'aspect aventure humaine de l'archéologie,
- Prix du jury (1 500 euros), laissé à la libre appréciation du jury,
- Prix de la DRAC de Nord-Pas-de-Calais - Picardie (2 500 euros) attribué au meilleur film consacré à l'archéologie métropolitaine
- Grand Prix du Festival-GRTgaz (5 000 euros) attribué au meilleur film du Festival[4].